# Neurophyseta clymenalis
Neurophyseta clymenalis là một loài bướm đêm trong họ Crambidae.